# Пирс, Филиппа
Анна Филиппа Пирс (англ. Ann Philippa Pearce, 22 января 1920, Грейт-Шелфорд, Кембриджшир, Великобритания — 21 декабря 2006, Дарем, Великобритания) — английская детская поэтесса, писательница. В 1958 году стала обладателем медали Карнеги в области литературы за произведение «Том и полночный сад». В 1997 году за заслуги в детской литературе Пирс была награждена орденом Британской империи четвёртой степени (офицер).

## Биография
Анна Филиппа Пирс родилась 22 января 1920 года в Грейт-Шефолде в семье мельника. Была младшим ребёнком из четверых детей. Окончила школу Пирси для девочек, а после, получив стипендию, поступила в Гертон-колледж при Кембриджском университете. Во время обучения Пирс изучала английский язык и историю. С началом Второй мировой войны она работала временным государственным служащим, а затем сценаристом и продюсером школьного радиовещания Би-би-си. На этой должности Пирс проработала в течение тринадцати лет до 1958 года. Затем, на короткий период времени, она была приглашена редактором в отделе образования Clarendon Press (OUP) в Оксфорде. В 1960 году Пирс переехала в Лондон и стала работать детским редактором в издательстве «Andre Deutsch Ltd» вплоть до 1967 года. Параллельно с этим она подрабатывала продюсером на радио, где писала произведения как для взрослых, так и для детей. Вскоре Пирс вышла замуж за Мартина Кристи (англ. Martin Christie), производителя фруктов, и в 1963 году у пары родилась дочь. До 1973 года Пирс работала фрилансером в Лондоне, где сотрудничала с такими издательствами как «The Guardian» и «The Times Literary Supplement». Читала лекции по истории и сочиняла детские рассказы. В 1973 году она вместе с дочерью переехали в Грейт-Шефолде. В 1993 году Пирс стала членом Королевского литературного общества. В 1995 году получила почётную степень «Доктор гуманитарных наук» от Университета Халла. В 1997 году она была награждена орденом Британской империи «за услуги в детской литературе». Анна Филиппа Пирс умерла в Дареме 21 декабря 2006 года.

### Произведения
- Minnow on the Say (1955);
- Tom’s Midnight Garden (1958);
- Children of the House (1968);
- The Battle of Bubble and Squeak (1978);
- The Little Gentleman (2004)[7].